# Geschichte des Handelsrechts
Die Geschichte des Handelsrechts (englisch commercial bzw. business law) beschreibt die historische Entwicklung des Rechts für Kaufleute. Das Handelsrecht zählt in Deutschland und Österreich zum Sonderprivatrecht, in der Schweiz zum Privatrecht,  (englisch private law).

## Geschichte
Handelsbräuche, die seit je her das Handelsrecht entscheidend beeinflussen, reichen weit zurück. Im mittelalterlichen Europa  war die Lex mercatoria Richtschnur für den Handel der Kaufleute. Das italienische Bankenwesen hatte großen Einfluss auf das Handelsrecht ausgeübt. Hingegen beschränkte sich das Preußische Allgemeine Landrecht auf die Ständeordnung.
Aufgrund eines rasanten Aufschwungs des Handels ab dem 12. Jahrhundert entwickelte sich in den Städten ein selbstständiges Recht der Kaufleute. Wohl bereits seit dieser zeit etablierten sich Handelsmakler, die den Warenverkehr amtlich kontrollierten. Dazu führten sie Bücher, von denen Beweiskraft ausging. Gildebücher übernahmen die Funktion unserer heutigen Handelsregister. Es entstanden Handelsmarken und es wurden Kommissionsgeschäfte geführt. Im Mittelalter des 14. Jahrhunderts wurden bereits Fundamente für Versicherungsverträge (assecurationes) gelegt. Sie betrafen das Seetransportwesen der norditalienischen Städte Genua, Pisa oder Venedig. In Deutschland etablierte sich das Versicherungsvertragsrecht (als Sicherheitenkauf) für Seefahrtszwecke erstmals im 16. Jahrhundert in Hamburg, ab dem Folgejahrhundert wissenschaftlich bearbeitet vom usus modernus pandectarum. Im 17. und 18. Jahrhundert folgten die privaten Feuerversicherungen (Stichwort: Hamburger Feuerkasse) und lösten dabei landesherrliche Fürsorgeeinrichtungen ab, deren Kalkulationsfähigkeit sich zunehmend steigerte durch die mathematischen Entwicklungen bis zu den Durchbrüchen im Wahrscheinlichkeitsrechnungswesen, über Pascal und Bernoulli zu Gauss. Seit dem frühen 19. Jahrhundert ließen sich Lebensversicherungen rechnen und 1928 entstand in Lübeck die erste Lebensversicherungs-Aktiengesellschaft.
Eine frühe Kodifikation des Handelsrechtes als Gesetzeswerk war eine von Ludwig XIV. erlassene königliche Ordonnanz (ordonnance pour la commerce/code marchand) von 1673, auch Code Savary, nach seinem Schöpfer Jacques Savary genannt. Die Ordonnanz wurde 1807 vom französischen Code de commerce, einem Bestandteil des Code Napoléon, ersetzt. Dieses Werk enthielt erstmals den Begriff der Aktiengesellschaft und ermöglichte nun eine Abgrenzung von anderen Kapitalgesellschaften.
1829 folgte Spanien mit dem Código de comercio, zu dem ein Handelsregister eingeführt wurde, ein solches Register gab es bereits 1820 in Berlin. 1919 führte Frankreich das Handels- und Gesellschaftsregister ein.

## Kodifikationen im deutschsprachigen Raum
Das geschriebene Handelsrecht geht im deutschsprachigen Bereich auf die städtischen Rechte bekannter Handelsmetropolen wie den Hansestädten (hier insbesondere der Lübecker Jurist und Bürgermeister Johann Marquard) und den freien Reichsstädten, insbesondere Augsburg, zurück und ist von italienischen und französischen Handelsrecht teilweise stark beeinflusst.
Im Deutschen Bund trat ab 1861 das Allgemeine Deutsche Handelsgesetzbuch (ADHGB) auf Beschluss des damaligen Bundestages  im Wege der Parallelgesetzgebung nach und nach in den meisten Bundesstaaten in Kraft. Ab 1869 wurde das Reichsoberhandelsgericht (ROHG) als Oberstes Bundesgericht errichtet.

### Deutschland
1871 wurde das ADHGB der Staaten des Deutschen Bundes durch Erlass als Reichsgesetz zur Kodifikation des Handelsrechts aller Länder im neu entstandenen Deutschen Reich. Ab 1879 nahm das Reichsgericht die Aufgaben des vorherigen ROHG wahr.
Nach 26 Jahren löste das Handelsgesetzbuch (HGB) das ADHGB ab. Das HGB, verabschiedet am 10. Mai 1897 trat gleichzeitig mit dem Bürgerlichen Gesetzbuch (BGB) am 1. Januar 1900 in Kraft.
Grundlegende Änderungen des Handelsrechts erfolgten durch das Handelsrechtsreformgesetz und das Transportrechtsreformgesetz.

### Österreich
Als erstes Gesetzeswerk des Handelsrechtes in Österreich wurde im damaligen Kaiserreich ab 1862 das 1861 im Deutschen Bund in Kraft getretene Allgemeines Handelsgesetzbuch übernommen. Ab 1938/1939 wurde der Geltungsbereich des Handelsgesetzbuches von Deutschland auf Österreich ausgedehnt.
Zwar blieb auch nach dem Zweiten Weltkrieg das HGB mit all seinen 5 Büchern vorerst in beiden Staaten gültig, doch die Ausarbeitung und Inkraftsetzung künftiger Novellierungen des Handelsrechtes erfolgte nach 1945 unabhängig voneinander. Letztlich beschloss 2005 der Gesetzgeber in Wien das Handelsrechts-Änderungsgesetz (HaRÄG), wodurch mit der Schaffung des angekündigten eigenen Gesetzes seit 2007 das Unternehmensgesetzbuches (UGB) gültiges Recht wurde und schlussendlich in Österreich das Handelsgesetzbuch ablöste.

### Schweiz
In der Schweiz dienen Teile des Obligationen- und des Gesellschaftsrechtes als Regelwerk für das Handelsrecht.

### Liechtenstein
Auch Liechtenstein übernahm das Allgemeine Deutsche Handelsgesetzbuch des Deutschen Bundes. Dies geschah 1865, im Fürstentum ist es in Teilen noch immer gültig. Große Teile wurden allerdings durch das am 19. Februar 1926 in Kraft getretene Personen- und Gesellschaftsrecht (PGR) ersetzt. Das ADHGB hat noch praktische Bedeutung für die Bereiche Prokuristen, Handlungsbevollmächtigte, Handelsmäkler und Handelsgeschäfte.